# Пермский планетарий
Пермский планетарий — планетарий, находится в Перми в Мотовилихинском районе города рядом со сквером «Парад планет» около Северной дамбы.

## История
История Пермского планетария начинается в 1960 г., когда по инициативе краеведческого музея городом была приобретена аппаратура, позволяющая демонстрировать звёзды, Луну и другие планеты Солнечной системы. В начале своей деятельности планетарий располагался в самом Пермском областном краеведческом музее в выставочном зале № 1 около фигуры мамонта. Там был установлен деревянный столб, на котором монтировался белый купол. Под куполом устанавливались стулья для 50-60 человек, для которых специальным аппаратом проецировалось изображение. В число экспонатов музея вошёл также большой макет земного шара со спутником, летавшим вокруг него, которые сделал пермяк Казимир Брадиковский.
В 1961 г. музей приобрёл дополнительный комплект аппаратуры, что позволило создать передвижной планетарий. В планетарии читались лекции, демонстрировались слайды и отрывки кинофильмов, доставлявшиеся из Москвы. Лекторы музея самостоятельно сочиняли тексты своих лекций. В день проводилось 2-3 сеанса. Первыми лекторами стали работники музея Тиунова Л. Н., Серова С. В. и Кафтунова Н. А. Популярность планетария была такова, что за первые полгода его посетителями стали 50 тысяч человек.
Планетарий в краеведческом музее был довольно популярен, и встал вопрос об организации стационарного планетария. Этому способствовало в том числе то, что 19 марта 1965 г. в Пермском крае около Березников совершил посадку советский космический корабль «Восход-2», один из членов экипажа которого — Алексей Леонов — впервые вышел в открытый космос. В результате на Егошихинской горе для планетария было построено отдельное здание. Именно здесь в 1887 г. в Перми проводилось астрономическое наблюдение солнечного затмения.
Здание пермского планетария было сдано в эксплуатацию 7 декабря 1967 г., а днём его рождения считается 12 апреля 1968 г. Зал планетария был рассчитан на 140 зрителей, диаметр зала составлял 12 м, высота купола — 10 м. В зале был установлен новый проектор ZKP-1. При планетарии действовали различные тематические кружки для детей и старшеклассников. Первым директором планетария стала Фролова В. И. (1967—1973 гг.), после неё директорами работали Болотова А. И. (1973—1980 гг.), Пучнина Т. Л. (1980—1983 гг.) и Балтина Т. Л. (с 1983 г. по настоящее время).

## Планетарий сегодня
В 2008 г. планетарий прошёл капитальный ремонт. Он получил современную цифровую технику и солнечный телескоп CORONADO, позволяющий наблюдать процессы на поверхности Солнца. С весны 2012 г. начал работать мобильный планетарий. Репертуар планетария насчитывает до 160 тематических лекций. Здесь проводятся различные выставки.
С осени 2013 г. на смотровой площадке установлен бинокулярный телескоп 25х102.